# Reductio ad Stalinum

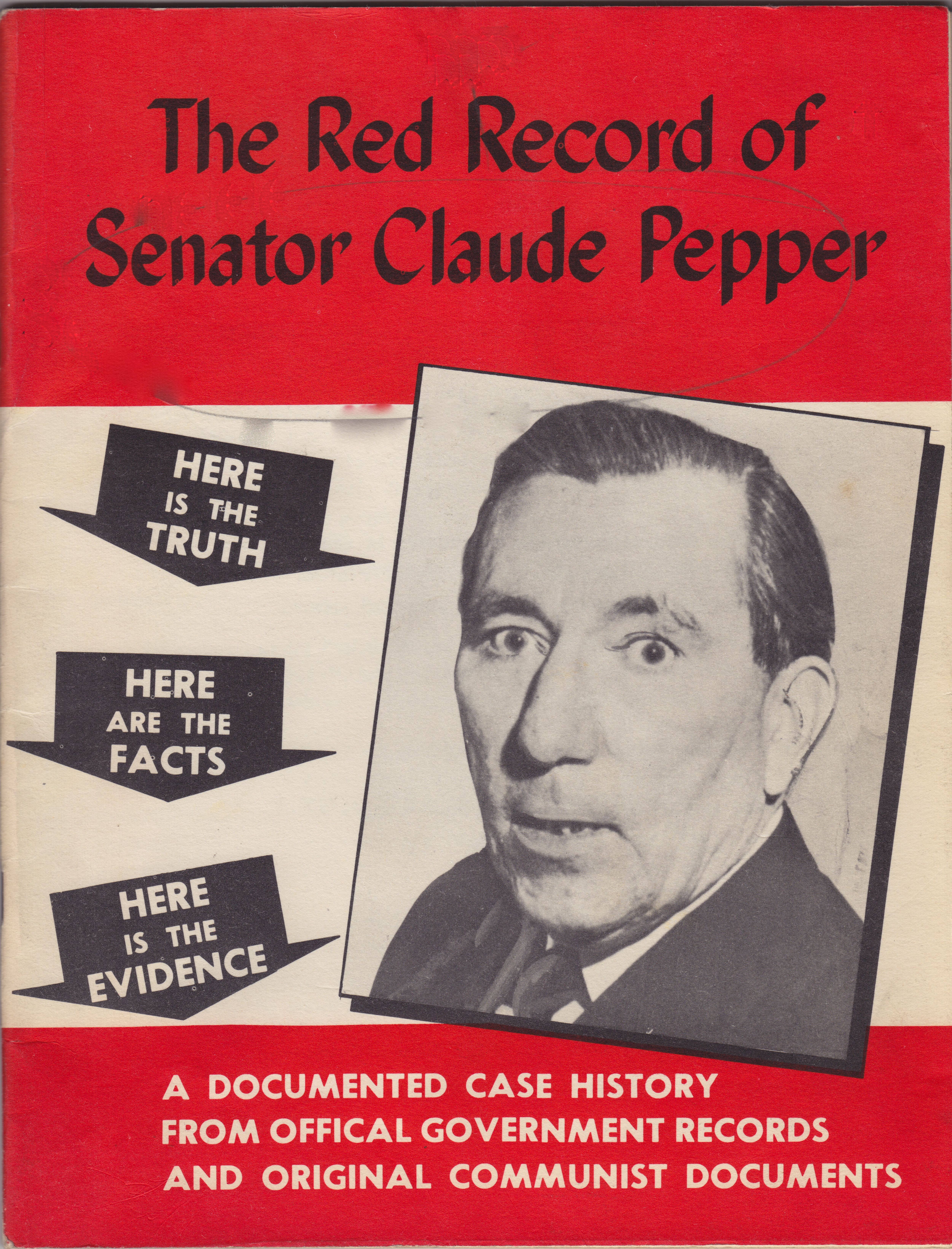
"Le dossier rouge du sénateur Claude Pepper" ; brochure publiée par son adversaire, George Smathers, visant à discréditer son opposant en l'accusant de "communisme"

Le reductio ad Stalinum, parfois appelé appâtage rouge, est une intention de discréditer la validité d'un opposant politique et l'adversaire sans argument logique en accusant, dénonçant, attaquant ou persécutant l'individu ou le groupe cible comme anarchiste, communiste, marxiste, socialiste, stalinien, ou compagnons de route vers ces idéologies. Le rouge fait référence à la couleur qui symbolisait traditionnellement la politique de gauche dans le monde entier depuis le XIXe siècle, tandis que l'appâtage fait référence à la persécution, au tourment ou au harcèlement, comme dans l'appâtage.
Communiste et associés, ou plus largement socialistes, ont été utilisés comme une épithète péjorative contre un large éventail d'individus, de mouvements politiques, de gouvernements, d'institutions publiques et privées depuis l'émergence du mouvement communiste et du mouvement socialiste au sens large. Au XIXe siècle, les classes dirigeantes avaient peur du socialisme parce qu'il contestait leur domination. Depuis lors, le socialisme s'est heurté à une opposition souvent organisée et violente. Au cours du XXe siècle, alors que le socialisme est devenu un mouvement dominant et que le communisme a pris le pouvoir grâce aux partis communistes, la droite politique, aux côtés des organisations pour l'anticommunisme et les critiques du socialisme, deviennent leur principal adversaire.

## Arrière-plan
Les mouvements communistes et socialistes ont été en butte à l'hostilité depuis leur percée au XIXe siècle. Friedrich Engels a déclaré qu'en 1848, au moment où le Manifeste communiste a été publié pour la première fois, le socialisme était respectable, alors que le communisme ne l'était pas. Les owénites en Angleterre et les fouriéristes en France étaient considérés comme des socialistes respectables, tandis que les mouvements ouvriers qui proclamaient la nécessité d'un changement radical se disaient communistes, cette dernière branche du socialisme a produit l'œuvre communiste d'Étienne Cabet en France et de Wilhelm Weitling en Allemagne. Alors que les libéraux démocrates considéraient les révolutions de 1848 comme une révolution démocratique, qui à la longue assurait la liberté, l'égalité et la fraternité, les communistes dénonçaient 1848 comme une trahison des idéaux ouvriers par une bourgeoisie indifférente aux revendications légitimes du prolétariat.

## Utilisation comme insulte
Communiste ou socialiste ont été utilisés comme péjoratif dans le red-baiting, principalement en référence aux régimes socialistes étatiques autoritaires et aux États communistes, mais aussi pour toute proposition susceptible d'élargir davantage le rôle du gouvernement, par les anticommunistes et les partis politiques de droite à la fois pour les communistes et les socialistes, et pour ceux qui ne sont ni l'un ni l'autre mais qui sont censés adopter des politiques socialistes, comme le font les républicains pour les candidats démocrates aux États-Unis,.
Pour certains universitaires, communistes et socialistes, et les souvenirs de tels régimes autoritaires, sont utilisés comme une insulte pour écarter toute critique du capitalisme et tout soutien au socialisme en postulant que toute forme de communisme ou de socialisme entraînerait toujours et inévitablement le communisme du XXe siècle et régimes autoritaires,,.